# ادو (بازیکن فوتبال، زاده ۱۹۸۱)
ادواردو گونزالوس دی اولیویرا (به پرتغالی: Eduardo Gonçalves de Oliveira) بازیکن فوتبال در پست مهاجم اهل برزیل است که در شهر سائوپائولو و در تاریخ ۳۰ نوامبر ۱۹۸۱ به دنیا آمده‌است.

## باشگاهی
ادواردو گونزالوس دی اولیویرا در تیم‌های فوتبال سانتوس، سائو پائولو، بشیکتاش، گروتر فورث، توکیو، چونبوک هیوندای موتورز، Hebei China Fortune، بوخوم، ماینتس ۰۵، سوون سامسونگ و شالکه ۰۴ سابقهٔ حضور دارد.